# Pleasant Porter
Pleasant Porter (1840-1907) fou un respectat estadista amerindi i cap principal de la Nació Creek des de 1899 fins a la seva mort. Durant la guerra civil va servir amb la Confederació en el 1r de Voluntaris Muntats Creek, com a Superintendent d'Escoles en la Nació Creek (1870), com a comandant dels Light Horsemen creek (1883), i va ser moltes vegades delegat Creek al congrés dels Estats Units. També va ser President de la Convenció Constitucional Sequoyah el 1905 durant l'intent d'adquirir la condició d'Estat per al Territori Indi.

## Primers anys
Pleasant Porter era el fill de Benjamin Edward Porter i Phoebe, filla de Lydia Perryman, una mestissa creek i filla del cap Perryman) i Tah-lo-pee Tust-a-nuk-kee, un cap de vila. Com a tal, era un mestís creek que pertanyia al clan de la seva mare, el clan Ocell. Va néixer el 26 de setembre de 1840 en l'actual comtat de Wagoner (Oklahoma). El seu nom muskogi era Talof Harjo, que vol dir "Ós boig".
El ranxo de la família va ser fundat pel seu avi, John Snodgrass Porter, que havia seguit Andrew Jackson contra els creeks després de la massacre de Fort Mims. Per minimitzar encara més el vessament de sang, el capità Porter es va oferir per intervenir entre els líders creek i l'exèrcit blanc. Agraït pels seus esforços, els creeks el van adoptar en la tribu. D'antuvi es va establir en terres creek al comtat de Russell (Alabama). Quan va començar el programa de deportació dels indis dels Estats Units, es va traslladar amb el primer grup de baixos creeks que va anar a Territori Indi. Allà, es va instal·lar al marge nord del riu Arkansas i va construir una plantació.
Quan John Porter va morir en 1847, altres membres de la família es van reunir al voltant del seu llit de mort. Un dels membres era un nen de sis o set anys amb trets clarament indígenes, el net, Pleasant. Segons Meserve, John va posar la seva mà sobre el cap del nen i va anunciar a la família, "Ell farà més que qualsevol de vosaltres."
Pleasant Porter fou educat a l'escola de la missió de Tullahassee, on hi va passar cinc anys. La seva llar era bicultural, i això li va permetre operar bé tant en el món blanc com en el món amerindi quan es va convertir en adult. Complementà aquesta educació bàsica mitjançant el desenvolupament de l'hàbit d'estudi a casa. Després de sortir de l'escola, va treballar com a passant en una botiga durant un temps, després va anar a Nou Mèxic, on ell va conduir bestiar fins a l'esclat de la Guerra Civil.

## Servei a la guerra civil
Durant la Guerra Civil, en la que va servir en el Primer Regiment Confederat Creek. S'havia allistat com soldat sota el comandament del coronel D. N. McIntosh. Va participar en diverses batalles, inclosa la  Round Mountain, Chusto-Talasah (Bird Creek), Chustenahlah, Pea Ridge i Honey Springs. Va ser ferit tres vegades, una d'elles a la cuixa, que el va deixar coix per a la resta de la seva vida. Dues vegades va ser ferit al cap. El seu rang més alt va ser de sergent intendent.

## Vida política creek
En 1865 Porter va servir com a guàrdia dels comissionats creek que viatjaren a Fort Smith (Arkansas) per iniciar negociacions de pau amb representants del govern dels Estats Units. El tractat va ser conclòs i el govern creek es va reorganitzar el 1866. A Porter se li va preguntar per reorganitzar les escoles de la nació Creek, que havien estat interrompudes per la guerra. En 1871, va ser reelegit com a Superintendent d'Escoles, però va declinar aquest segon mandat.

### Insurreccions tribals
La "rebel·lió de Sands" de 1871 va ser la culminació de greuges entre dues faccions creek. El nom fa referència al líder d'un grup d'alts creeks descontents liderats per Oktars-sars-har-jo (conegut en anglès com "Sands".) Quan el cap princilal Samuel Checote convocà el consell a l'octubre, prop de 300 seguidors de Sands van marxar a la capital i es va dispersar la reunió. Pleasant Porter, al comandament d'un grup de genets creek i un grup d'agents federals de posar fi a la rebel·lió de curta durada i sense pèrdua de vides. Porter després va convèncer a la gent de Sands de deixar les armes i tornar a casa.
En la tardor de 1872 la Nació Creek el va enviar a Washington, D. C. per representar els interessos de la nació. Va realitzar aquest treball amb tanta eficàcia que va passar gran part de la resta de la seva vida treballant a la capital del país, aviat es va fer molt conegut i respectat pels membres del Congrés i per diversos presidents, fins i tot convertint-se en amic personal de Theodore Roosevelt.
En 1875 Lachar Haijo fou elegit Cap Principal per substituir Checote. Tanmateix, els partidaris de Checote controlaven la legislatura creek i aviat van reprovar Haijo, reemplaçant-lo per un partidari de Checote. Una vegada més, Porter va ser cridat per sufocar la manifestació posterior i va convèncer els partidaris de Haijo que marxessin a casa.
En 1882 un jutge d'Okmulgee anomenat Isparhecher va ser acusat de sedició i destituït del seu càrrec. Va reunir a uns 350 seguidors de Sands i Haijo encara descontents, va establir un campament militar i va formar un govern rival, amb Light Horsemen armats. Checote va cridar Porter a Washington i el va posar a càrrec d'uns 700 homes. Això va començar el que, segons Meserve, els creek anomenada la "Guerra Green Peach". Les tropes de Porter van perseguir als seus oponents a territori Sauk i Fox al febrer de 1883. Isperhecher i els seus seguidors restants van tractar de demanar asil als kiowes, però les tropes nord-americanes els van capturar i els van enviar a Fort Gibson. Segons Meserve, només es produïren set o vuit víctimes de la Guerra de Green Peach. Meserve assenyala que a partir de llavors algunes persones van començar a anomenar Porter "General". Pel que sembla això va ser purament honorífic.
Isparhecher es va mantenir "líder" 'de facto' dels pura sang (llavors coneguts com a facció Nuyaka). Quan Checoteh renuncià com a cap principal en 1883, una elecció va elevar un seguidor d'Isparhecher al càrrec, tot just superant Isparhecher mateix. Checoteh va quedar en un distant tercer lloc. Isparhecher va servir breument al desembre de 1883. El 24 de febrer de 1884 l'agent indi a Muskogee, sota les ordres del Secretari de Governació, va reconéixer oficialment Joseph Perryman com a cap principal.
Sota els termes de la Llei Dawes, la Nació Creek hagué d'acceptar una assignació d'antigues terres tribals al seu membres individuals. Porter va dirigir una altra comissió creek per negociar els termes amb els funcionaris federals. L'acord va ser anunciat el 27 de setembre de 1897 i fou incorporat com a part de la Llei de Curtis, aprovada pel Congrés al juny de 1898. Tot i que l'acord va ser rebutjat pels creeks en una votació l'1 de novembre de 1898. No obstant això, la Comissió Dawes va començar l'aplicació del sistema de parcel·lació.
Porter encapçalà una delegació a Washington, DC el gener de 1889 per negociar els termes per conservar una mica més de la seva terra, com era requerit pel tractat de pau de 1866. En el moment de la signatura del tractat, la intenció era que aquestes terres havien de ser utilitzades per al reassentament d'altres americans nadius i lliberts. Les terres no estaven destinades a l'assentament dels blancs. Ara, el govern volia obrir les anomenades "terres no assignades" per a la colonització blanca. Porter i la seva delegació van acordar eliminar les restriccions en l'ús del sòl a canvi de 2.250.000 dòlars. L'acord es va signar el 31 de gener de 1889.
Pleasant Porter fou elegit Cap Principal en una elecció el 5 de setembre de 1899. Ell i la seva delegació fou obligada a fer més concessions en matèria de drets dels individus creek que s'havia permès a moltes altres tribus. Així i tot, hi va haver molta oposició dins de la Nació Creek per al pla de parcel·lació. El 1900, un líder de la facció dels pura sang, Chitto Harjo ("Crazy Snake"), va declarar un govern independent. Porter va fer una crida al govern dels Estats Units a la recerca d'ajuda per sufocar la revolta. Una tropa de cavalleria va arribar i va arrestar als líders el gener de 1901. Crazy Snake i els seus lloctinents foren declarats culpables i enviats a casa.
Porter fou reescollit Cap Principal Chief en 1903. Els poders de l'ofici s'havien reduït en gran manera per la Llei de Curtis, de manera que les seves funcions eren en gran part cerimonials o clericals. Va consumir gran part del temps en la signatura d'escriptures d'adjudicació de terres. No obstant això, igual que moltes altres persones importants en Territori Indi, es va interessar en un moviment per crear un estat. El moviment va proposar anomenar-lo Estat de Sequoyah.

## Porter i la Convenció Constitucional Sequoyah
La Convenció Sequoyah es va reunir al Teatre Hinton a Muskogee el 21 d'agost de 1905. Els propòsits eren redactar una constitució per a l'estat proposat, escollir un nom per a l'estat, i el nom d'una ciutat capital. Pleasant Porter va ser nomenat president permanent de la convenció. Altres funcionaris clau elegits pels delegats foren Charles N. Haskaell (vicepresident) i Alexander Posey (secretari). Els delegats es van reunir de nou l'endemà i després se'n van anar. Van tornar a reunir-se per una trobada de tres dies al setembre, en la qual la Constitució proposada es va aprovar per majoria aclaparadora. En una tercera sessió el 14 d'octubre, els delegats van votar a favor d'autoritzar Pleasant Porter i Alexander Posey a signar el document en nom de tots els delegats.

## Vida familiar
Després de la guerra va restaurar la plantació de la família, i després fer negocis com a comerciant i hisendat. Va obrir un magatzem a Okmulgee que va vendre en 1869. Es traslladà a Wealaka, construí una llar i hi v viure per la resta de la seva vida.
Pleasant Porter es cavà amb Mary Ellen Keys a St. Louis, Missouri el 25 de novembre de 1872. Va néixer a la Nació Cherokee el 6 d'abril de 1854, filla del jutge Riley Keys, qui fou cap de justícia a la cort de la Nació Cherokee durant 25 anys. Els Porter van tenir tres fills: William Adair, Pleasant i Annetta Mary. Mary Ellen va morir a Wealaka el 15 de gener de 1886.
Porter es casà amb Mattie Leonora Bertholf, una cosina de la seva primera esposa, el 26 de maig de 1886. Van tenir una filla, Leonora. Va morir el 19 de juliol de 1929.

## Mort
Porter, acompanyat pel jutge John R. Thomas i M. L. Mott, fiscal de la Nació Creek, viatjaven en tren el 2 de setembre de 1907 per atendre les seves empreses a Missouri. Van haver de fer una parada a Vinita (Oklahoma) per canviar els trens. Porter es va sentir malament i va tenir un accident vascular cerebral en algun moment de la nit; va caure en coma i va morir el matí del 3 de setembre de 1907. Fou enterrat al cementiri Pleasant Porter a Bixby (Oklahoma).